# 長田佳奈
長田 佳奈（おさだ かな）は、日本の女性漫画家。山梨県甲府市出身。

## 概要
戦前の古き良き時代を舞台に、女性目線でみた日常生活を描いた作品が多い。作中の時代背景における世相を反映した生活文化の描写を事細かく丁寧に描いており、解説にも定評がある。

## 来歴
山梨県甲府市出身。山梨県立市川高等学校（現：山梨県立青洲高等学校）を卒業後、大学家政学部に進学。
大学を卒業後、福祉関係や臨時雇いの教職に就いて働きながら漫画を描く生活がおよそ5年間ほど続いた。
同人サークルで活動をしていたことがあり、同人誌即売会にも参加していた。ある年のCOMITIAに参加した時、たまたま会場に居合わせた漫画編集者の目に留まり、連載を薦められて2013年頃に商業誌デビュー。
2017年9月、「このマンガがすごい!ランキング オンナ編」において『こうふく画報』が5位となる。
2020年11月、『月刊コミックゼノン』2021年1月号より『うちのちいさな女中さん』の連載を開始。2022年、同作が「マンガ大賞2022」の一次選考作品に選出された。

## 作品リスト
- 『2KZ』ぶんか社〈ぶんか社コミックス〉、2015年4月14日発売[5]、ISBN 978-4-82117-696-0
- 『こうふく画報』ぶんか社〈ぶんか社コミックス〉、2017年7月14日発売[6]、ISBN 978-4-82113-473-1
- 『つれづれ花譚』ぶんか社〈ぶんか社コミックス〉、2019年4月12日発売[7]、ISBN 978-4-82113-780-0
- 『うちのちいさな女中さん』コアミックス〈ゼノンコミックス〉既刊6巻（『月刊コミックゼノン』2021年1月号 - 連載中）

## メディア出演
- マンガのラジオ（2022年10月、ニッポン放送 PODCAST STATION）[注釈 4][8]
  - Vol.73「割と長めの2足の草鞋」（10月9日）[9]
  - Vol.74 「洗濯機の無い生活」（10月16日）
  - Vol.75 「果てしない消失点を求めて」（10月23日）[10]
  - Vol.76 「『なんかいいな』を描きたい」（10月30日）

## エピソード
- トイレが在って風呂が無い家は珍しくないが、長田が幼少時に住んでいた家は風呂が在ってトイレが無いという珍しい構造だった。そのため、隣接していた公園の公衆トイレを使用していた。
- 上京したばかりの頃は物入りで経済的にも苦しく、暫く洗濯機を用意できなかったため風呂場で洗濯をしていたという。この時の経験や、大学の家政学部で学んだ学問が後の作品に大きく影響している。
- 漫画家としてのキャリアは4コマ漫画からスタートした。
- 東京都内の会社で働きながらプロの漫画家として活動していることを長らく家族や友人にも打ち明けられないでいたが「うちのちいさな女中さん」の連載が軌道に乗り、単行本も2巻目以降刊行されることが決まったことで専業漫画家になる決心がつき、報告したという[注釈 5]。